# 音楽性
音楽性（おんがくせい、英語: musicality、ドイツ語: Musikalität、フランス語: musicalité）は、音楽的であること、または音楽的な才能を意味する音楽用語。多様な意味を持つ用語である。特に、音楽性の違い（おんがくせいのちがい）という表現は、バンド（音楽グループ）の解散理由としてよく用いられる。

## 定義
音楽用語辞典により、定義が多少異なる。1959年（昭和34年）刊行の『音楽辞典 楽語篇』では、「音楽才能の基本的因子。音楽才能は受容力と演出力の二大側面からなり、その受容的才能を音楽性という。」と解説し、音楽的であるという語釈を付けていない。一方、1974年（昭和49年）刊行の『岩波小辞典 音楽』では、「音楽的素質にめぐまれていることの表現にもつかわれる」としつつも、より一般的には「音楽的であること」、「どのように音楽的であるか、をあらわす言葉」と解釈することが「いちばん穏当」としている。2008年（平成20年）刊行の『標準音楽辞典』では、「音楽的であること」を第一義とし、「音楽の生産と受容に敏感に対応できる本性的な性質」という表現で、音楽的な才能としての意味も解説している。
ヴァイオリニストの鈴木彩は、音楽性のあるヴァイオリン演奏の特徴を「音が一本調子ではない」「本人に歌心があり、それを表現できること」「フレーズを理解している」「曲に対して物語をイメージ出来ている」「人の心を動かす事のできる演奏」の5つで表現している。またピアノ教室を主宰する上條あやかは、クラシック音楽の音楽性とは、楽譜を深く読み取ること、奏でる音楽の色や形を豊かに想像すること、想像した音楽を自然に表現することの3つを総合したものと説明している。ピアノ教室では、生徒の音楽性を引き出すために、「踊るように」（楽しい表現）、「ドイツのビール腹のおじさんの音」（堂々とした太い音）など、生徒が分かりやすい表現を用いた指導が行われる。
発達心理学においては、乳児の学びと育ちの基底概念として音楽性という語を用いている。この意味において音楽性とは、人とモノとの間の関係性の中に立ち現れるものとして捉えられる。しかしながら、発達心理学における音楽性の概念は研究途上であり、定義や理論的枠組みはまだ議論の余地がある。

## 評価
音楽文化の伝統は1種類ではないため、それぞれの文化やジャンルに対して音楽性が規定できる。例えば、ギターの弾き語りに高い音楽性を示す人が、ロックでも高い音楽性を持っているとは限らない。そこで、音楽民族学者のジョン・ブラッキングは、「人間の音楽性を評価する際に音楽外的な諸過程を考慮しなければならない」と主張し、音楽療法士のブリュンユルフ・スティーゲは音楽性に代えて、誰もが音を通じて表現したり、コミュニケーションをとったりする能力として原音楽性（英語: protomusicality）という概念を提唱した。
個人に対してだけでなく、特定の集団に音楽性を規定することもできる。例えば、竹澤恭子はアメリカの音楽性を「明快で積極性を前面に押し出す」、フランスの音楽性を「マイナスの表現をする」と評している。
ピアノコンクールでは、アーティキュレーション、デュナーミク、フレージングの差異を審査員が経験に基づいて判定し、音楽性の高低を評価する。筑波大学准教授の山際伸一らは、楽譜通りに作成したMIDIデータと実際の演奏音源データとのずれ・差異をコンピュータ処理することで、音楽性の類似度をAIで数値化することに成功した。将来的にはAIによるピアノコンクールの審査、インターネットを介した音楽性の類似するバンドメンバーの募集などができる可能性がある。
行達也は自らの経験より、音楽性の男女差について言及した。行は、ライブハウスで音楽を聴く際に女性が歌詞を重視するのに対し、男性は楽曲やメロディを重視する傾向があり、それがその人の音楽性となって演奏に反映される旨を述べた。その結果、歌詞と楽曲の一方だけ良い歌が多く生まれ、結局売れずに終わることになる。

## 変化
バンド活動が長くなると、往々にしてそのリスナーから「音楽性が変わった」と評される。南山大学の中村佑一郎は、GLAY、LUNA SEA、L'Arc〜en〜Cielの3つのバンドの楽曲を分析し、インディーズからメジャーデビューするときと活動休止明けの時期に、大きく曲調が変化することを明らかにした。一方で、音楽性の変化はあるが、一様な規則性・法則性はなく、その時々の作曲者の置かれた環境が何らかの変化を引き起こすと結論付けた。
バンドの音楽性が急激に変化すると、ファンはその変化に付いていくことができず、ファン離れを起こす可能性がある。リンキン・パークは音楽性が急激に変化し、ファンの求める音楽と本人たちが志向する音楽の乖離が進んだバンドであったが、スマトラ島沖地震や東日本大震災の際にチャリティー活動を行うなど、「良い兄貴的な存在の大きさ」からファン離れが起きなかったと西廣智一は分析している。

## 言語の音楽性
言語は基本的に発声によって伝えられるものなので、独特のリズムやアクセントがあり、音楽性を持つ。特に詩の朗読や劇の上演の際には、音楽的な要素が強調される。アフリカ系アメリカ人の文化の中で生まれたラップは歌・詩・語り・言葉遊び・演説の要素を持つ。アフリカではトーキングドラムと呼ばれる、言語を太鼓の音に置き換えて相手に伝える方法がある。
日本語の場合、擬声語・擬態語が多く、音楽的な要素を持つ。また三味線などの唱歌は「テン、トン、シャン」のように楽器の音を言語にしたものである。唱歌はドレミのような音階とは異なり、同じ高さの音を奏法によって「テン」と表現したり「ツン」と表現したりすることで区別しており、楽譜よりも正確に音楽を伝えることができる。

## 動物の音楽性
ヒト以外にチンパンジーも音楽性を持ち合わせているという研究成果がある。京都大学霊長類研究所の服部裕子は、チンパンジーにキーボードを与えた実験を行い、ヒトほどの正確性や幅広い対応力はないが、限定的な範囲のリズム音には自然に同調すること、音に合わせたリズミカルな運動を行うことを発見し、ある程度は聴覚リズムに反応する基盤がヒトと同じであることを解明した。

## 音楽性の違い
「音楽性の違い」という言葉はバンドの解散理由として多用される。都合のいい言葉であるため、バンドとしては「音楽性の違い」を解散理由として使いたがる傾向がある。例えばトルネード竜巻は活動休止に際して、その理由を「“音楽性の違い”と言いたいところですが」という前置きから始めている。まいしろが「怨嗟のこもったWikipediaの記事」をもとに2015年から2019年に解散した123組を対象に調査したところ、43%（53組）のアーティストが「音楽性の違い」を解散理由に挙げており、特にロックバンドやヴィジュアル系バンドは58%がこれを理由としていた。一方、アイドル・ポップス系のアーティストで最も多い解散理由は大人の事情であり、音楽性の違いは2位であった。
バンドの解散理由として多用されてきたことから、バンドのあるあるネタとして扱われやすい。2006年にはコピーライターの丸原孝紀が「音楽性の違いで解散したバンドが、利害の一致で再結成した。」というキャッチコピーを作成した。

### 真の解散理由
表向きは「音楽性の違いにより解散」とされる場合でも、大抵は嘘であると言い切る人がいれば、実際に音楽性の違いが解散理由になると主張する人もいる。
「音楽性の違い」という解散理由を真実と見なす場合、若くして結成したバンドに多いという主張がある。若いメンバーで結成されたバンドは、各メンバーの音楽観が固まっていない場合が多く、活動を続けていく中で個々人の音楽観が変化し、メンバー内でやりたい音楽に差異が生じ解散に至るという。浅井陽は音楽の好みが一致する方がまれである上、バンドが自分のエゴをぶつける場であることから、少しでも音楽性が違うと不具合が生じるのは当然であるとの見解を述べている。また小泉恭子は、96人の高校生にインタビュー調査を行い、男子高校生で結成されたバンドは互いの「パーソナル」を誇示することから、音楽性の違いを理由として分裂しやすい、という知見を得た。同研究では、女子高校生のバンドの主な解散理由は人間関係であるとしている。
「音楽性の違い」という解散理由が虚偽の場合、真の解散理由としては、以下のようなものが挙げられる。
金銭をめぐる対立
ほとんど無一文の状態で始まったバンドがある日突然売れて大金を手にすることで対立が生じる。
恋愛関係のもつれ
メンバー間で男性や女性を取り合うことで解散に至る。例えばアマチュアバンドの場合、メンバー唯一の女性を男性メンバーが取りあい分裂に至るケースがある。
人間関係の悪化
メンバー間に不和が生じたり、嫉妬や名誉をめぐって対立したりした結果、解散に至る。特に「共通の趣味」として結成したバンドが売れることで、無名時代にはさほど問題とならなかったメンバー間のバランス関係が権力関係として顕在化するようになり、不和が生じる。例えば、女子高校生のバンドはメンバー内で気を遣いあうことで人間関係がもつれ、解散に至ることが多いという研究がある。
浅井陽は「バンド活動の目的が明確になっていないため解散に至る」と述べた。バンド活動は趣味とビジネスの境界線が曖昧であるため、あくまでも趣味でいたいメンバー、演奏や楽曲で評価を得たいメンバー、お金を稼ぎたいメンバーが現れ、不和を生じるという主張である。特に「ついでに金になったらいい」と考えているバンドはお金を稼ぐための創意工夫をほとんどしないので、予想以上に世間からの評価を得られず、理想と現実の溝にはまり、ストレスや葛藤の矛先がリーダーや立場の弱いメンバーへ向かい、衝突・解散に至る。
メンバー内の不仲のきっかけが、曲作りの過程で対立が続いたことである場合、完成した楽曲がバンド史上に残る傑作となることも少なくないため、悪いことばかりではない。

### 類似の表現
類似の表現として、方向性の違いがある。YA-KYIMは解散理由として「音楽性の違いよりも根本的な人生の方向性の違い」とコメントしている。「方向性の違い」は音楽関係に限らず、タレントが芸能事務所を退所するときの理由、夫婦の離婚理由などにも使われる。音楽性の違いが真の解散理由でないのと同様に、「方向性の違い」も真の理由を説明できない場合に言葉を濁す表現として使われることがある。例えば黒宮れいはThe Idol Formerly Known As LADYBABYを脱退する際、事務所が「喉の状態などにより活動困難」と発表したにもかかわらず、本人は「あらゆる意味で“方向性の違い”」とコメントした。

### 解散理由以外の用法
解散理由以外にも「音楽性の違い」という言葉は用いられる。例えば、マカラスムギの種子の発芽に与える音楽の影響を検証した研究では、クラシックとロックの音楽性の違いが発芽に影響を与えたという結果を得ている。この研究でいう音楽性の違いとは、クラシックとロックに含まれる音の周波数の差異であるという。
固有名詞としては、「音楽性の違い」を名乗るお笑いコンビ（2017年結成、M-1グランプリ予選出場）や、「音楽性の違いにより結成しました」と称する同人音楽サークルなどがある。